# SGR 1900+14
SGR 1900+14 är en mjuk gammarepeater (SGR) belägen i stjärnbilden Örnen, på  ett avstånd av cirka 20 000 ljusår. Den antas vara ett exempel på en intensivt magnetisk stjärna, känd som en magnetar. Den tros ha bildats efter en relativt nyligen inträffad supernovaexplosion.
Ett intensivt utbrott av gammastrålning från stjärnan registrerades den 27 augusti 1998. Kort därefter upptäcktes en ny radiokälla i den delen av himlen. Trots det stora avståndet till denna SGR, uppskattat till 20 000 ljusår, hade utbrottet stora effekter på jordens atmosfär. Atomerna i jonosfären, som vanligtvis joniseras av solens strålning på dagen och rekombineras till neutrala atomer på natten, joniserades på natten på nivåer som inte var mycket lägre än den normala dagnivån. Rossi X-ray Timing Explorer (RXTE), en röntgensatellit, fick dess starkaste signal från utbrottet vid denna tidpunkt, trots att den var riktad mot en annan del av himlen och normalt sett borde ha varit skyddad från strålningen.

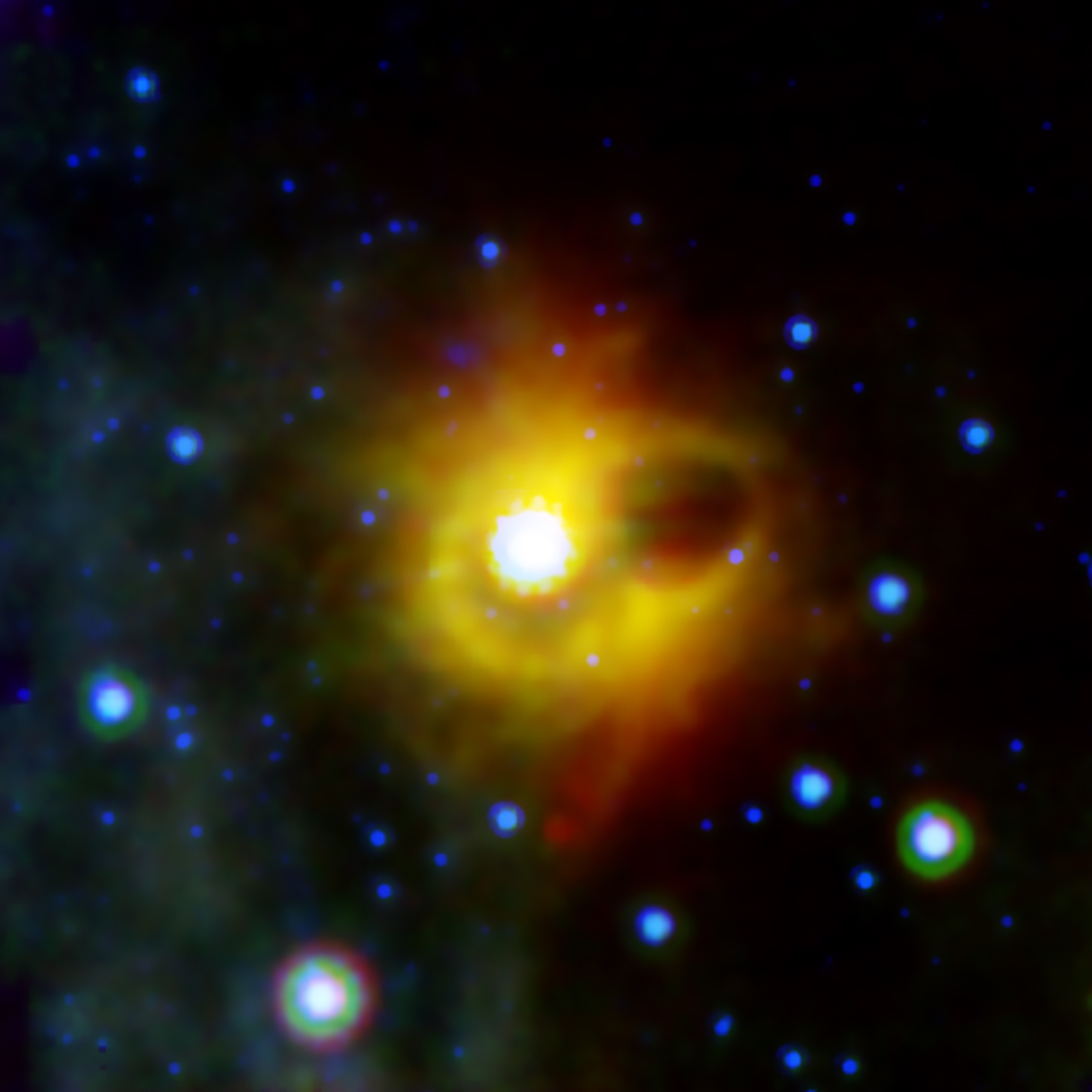
SGR 1900+14

NASA:s Spitzer-rymdteleskop upptäckte en mystisk ring runt SGR 1900+14 vid två smala infraröda frekvenser år 2005 och 2007. Spitzerbilden från 2007 visade ingen märkbar förändring i ringen efter två år. Ringen mäter sju ljusår i diameter, men dess ursprung är för närvarande (2008) okänt och var föremål för en artikel i tidskriften Nature den 29 maj 2008.